# Bad Kreuznach

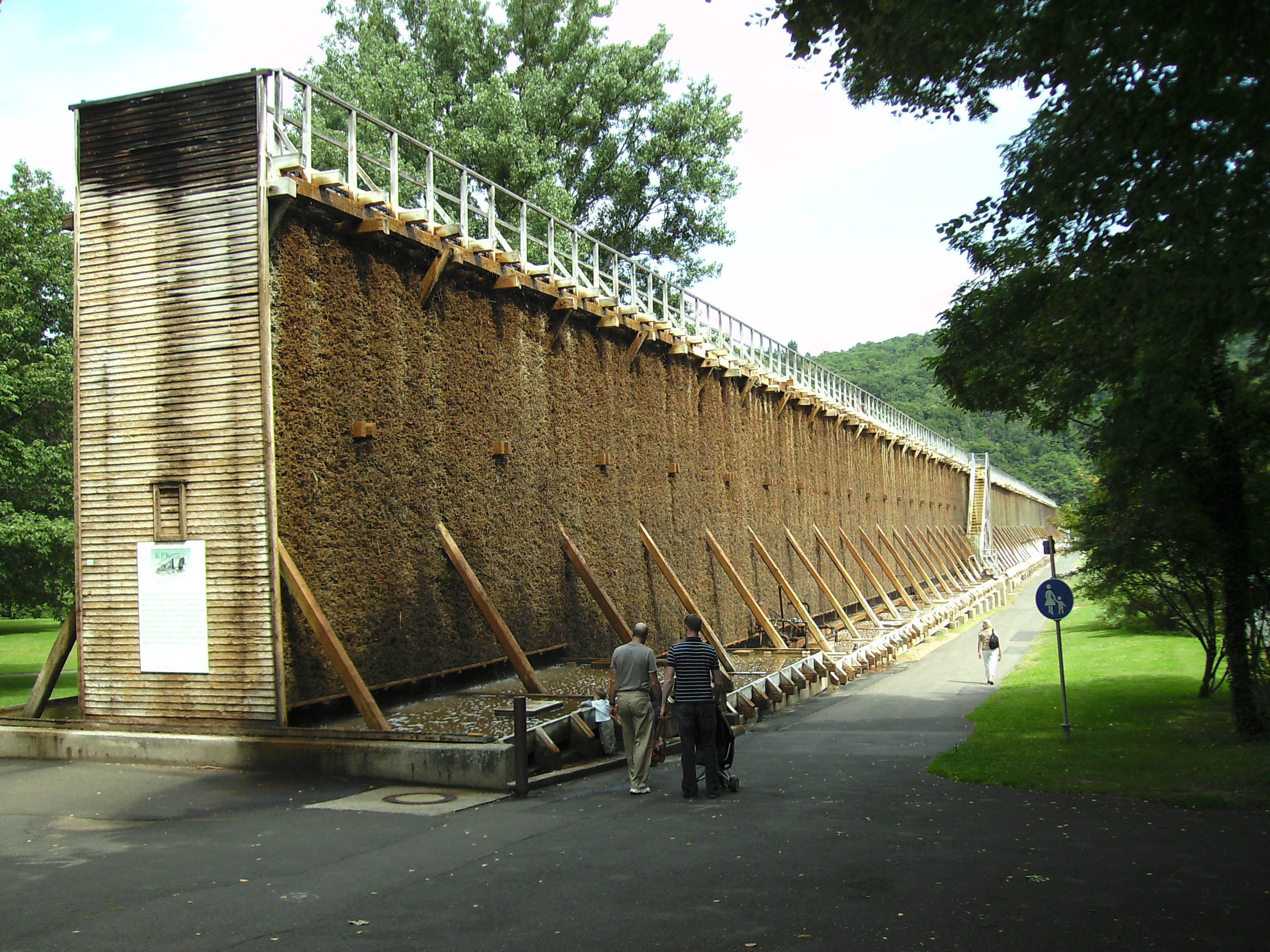
Bad Kreuznach, gradovna

Bad Kreuznach (dříve též francouzsky jako Creusenac) je lázeňské město nacházející se v německé spolkové zemi Porýní-Falci.

## Historie

### 20. –21. století
Město bylo v první polovině 20. století opakovaně, tj. jak před druhou světovou válkou, tak i posléze po ní, francouzským územím. Stará část města byla v roce 1945 zasažena nálety.

## Galerie

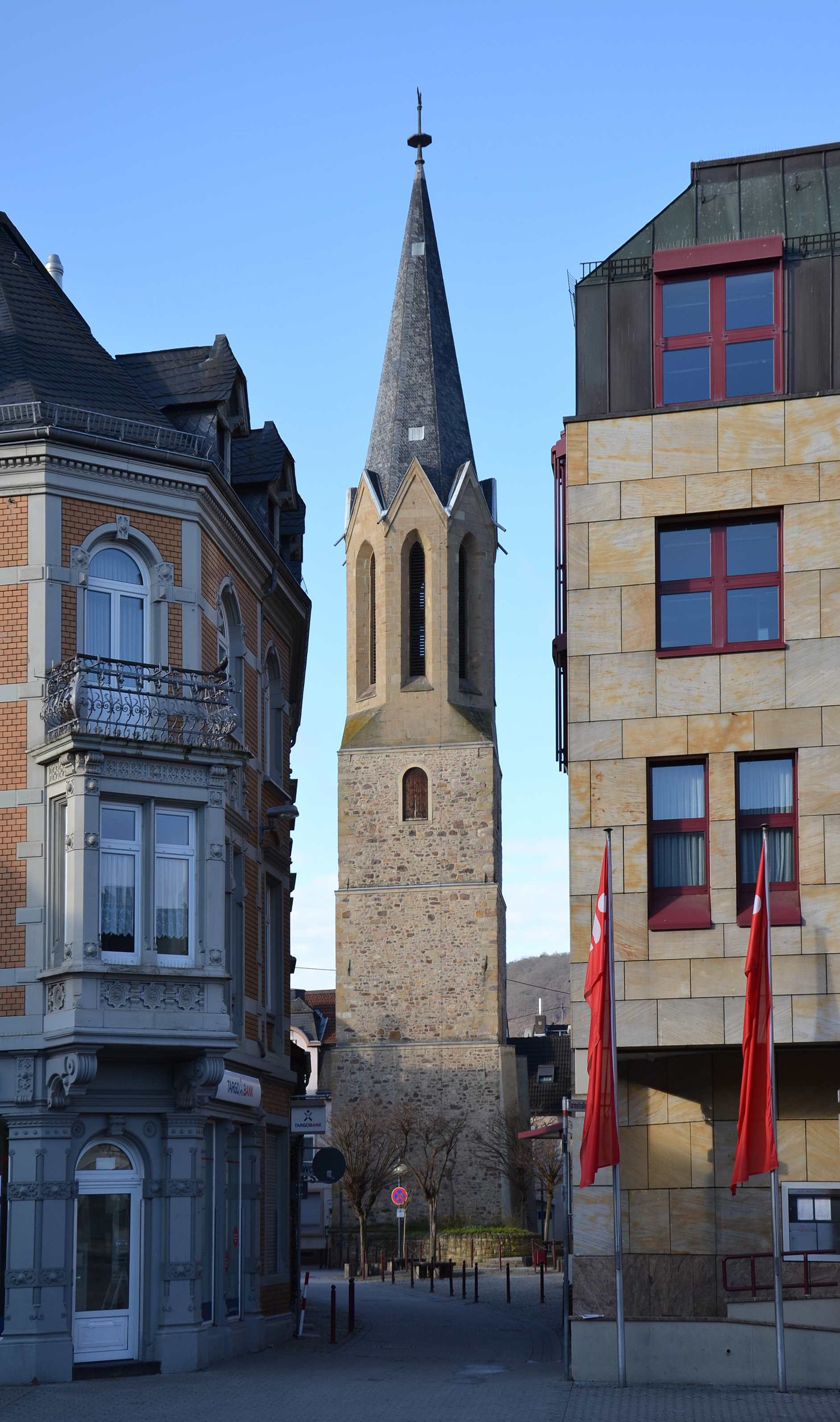
Místní kostel
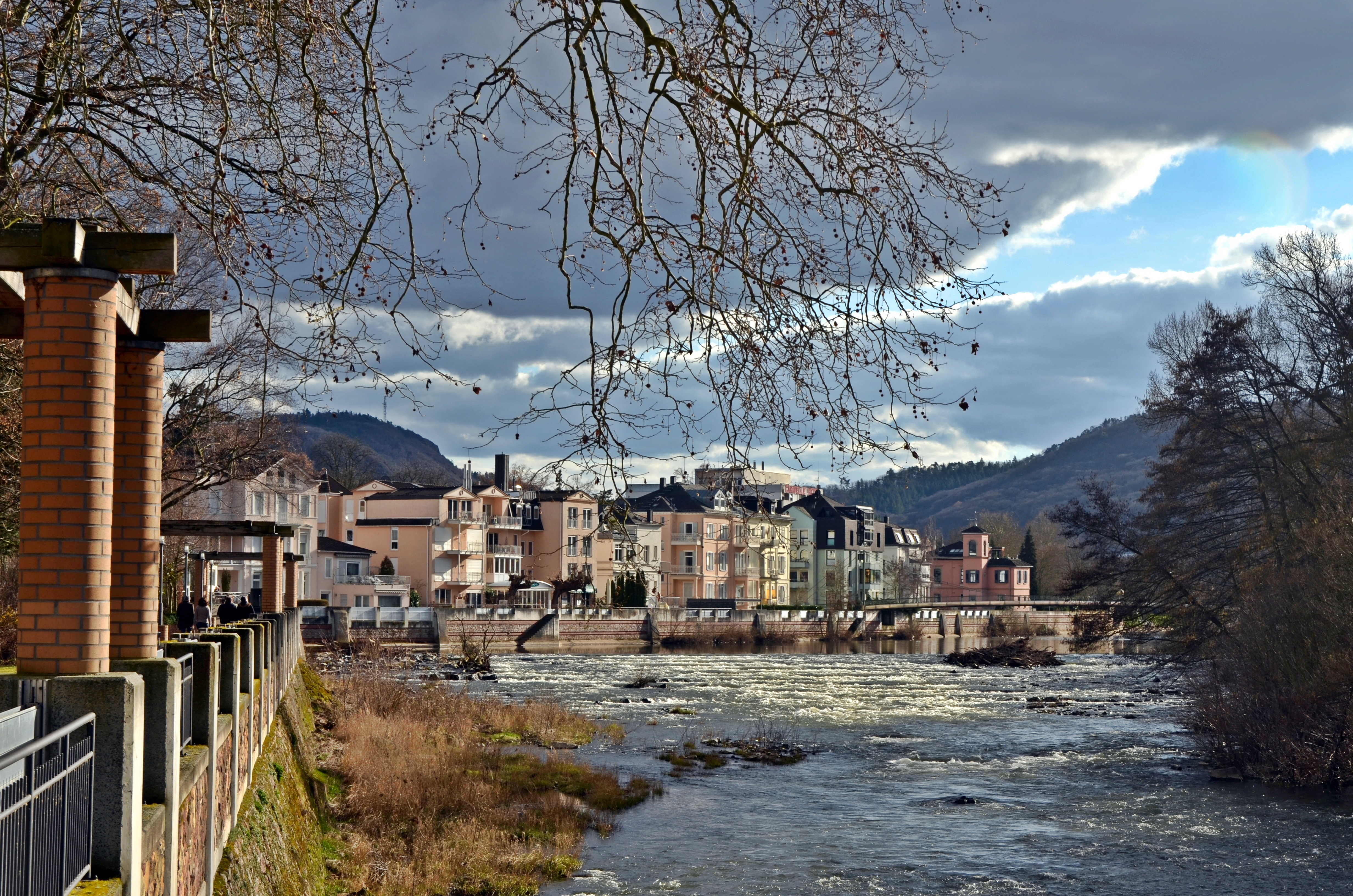
Bad Kreuznach v roce 2014
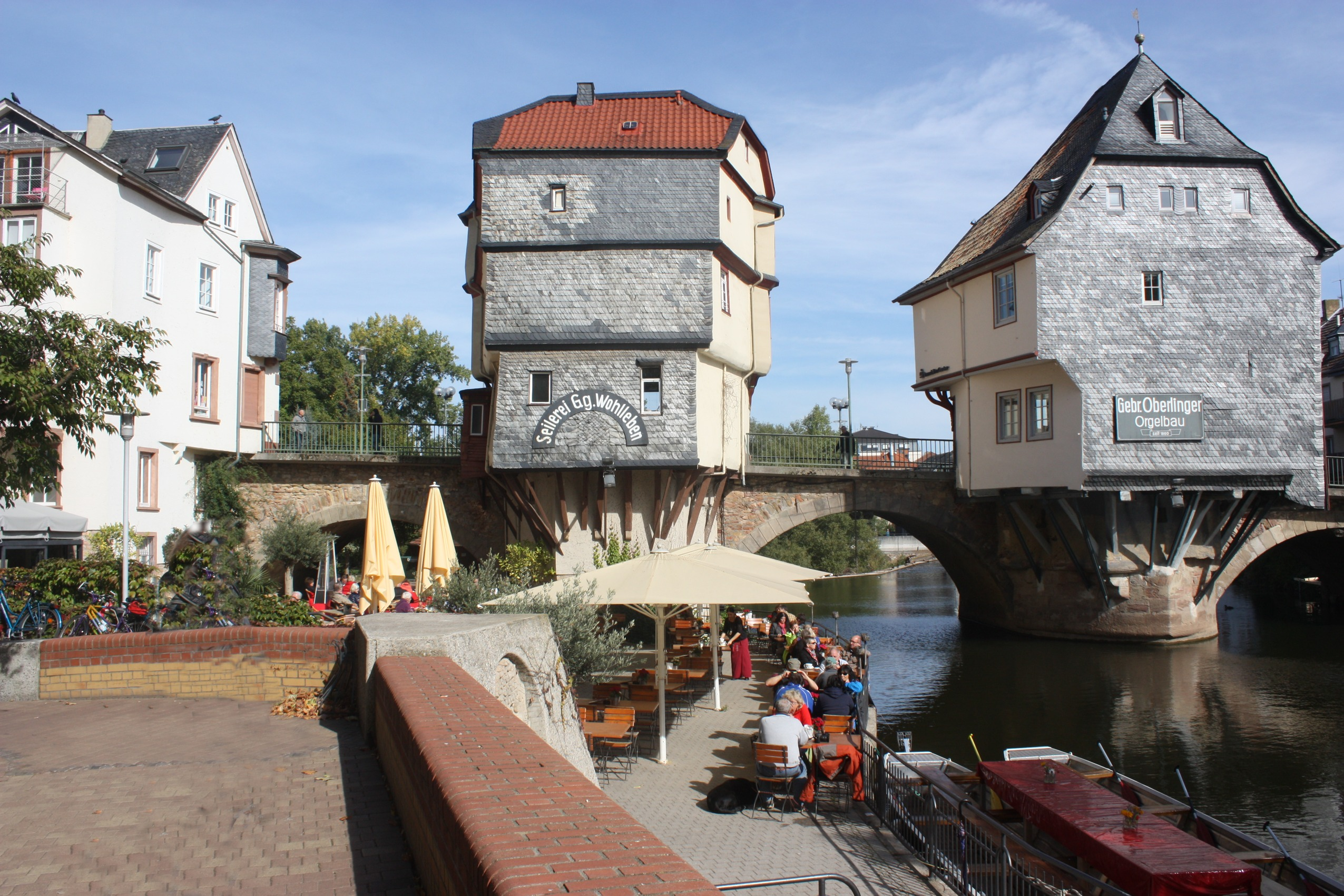
Bad Kreuznach
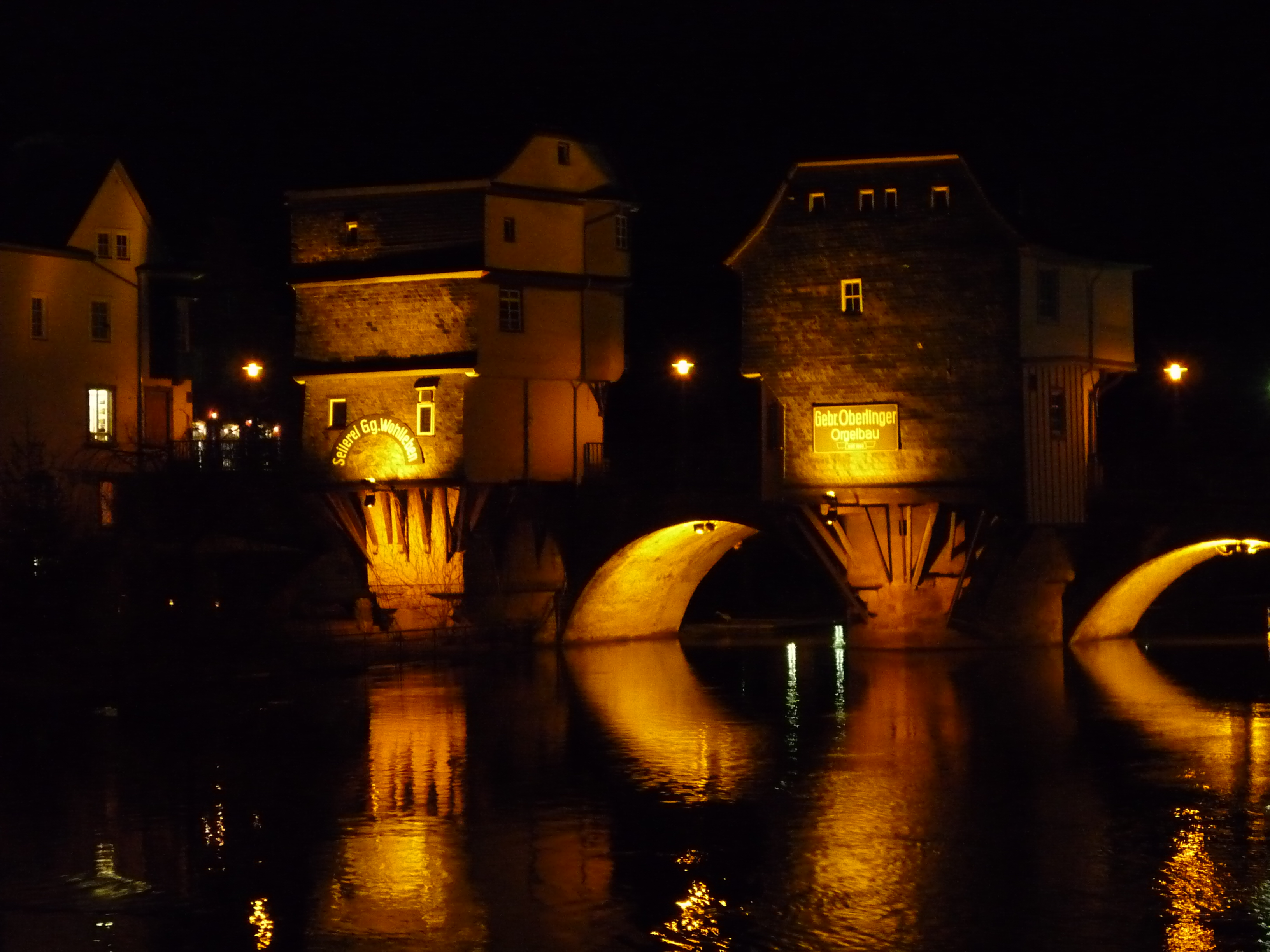
Bad Kreuznach v noci

## Zajímavosti
- V roce 1843 se zde německý židovský filozof a ekonomický teoretik Karl Marx oženil se svojí partnerkou Jenny von Westphalen.[4]
- V roce 1995 zde započala svoji politickou kariéru jako starostka města budoucí ministerská předsedkyně německé spolkové země Porýní-Falci Malu Dreyerová.[5]

## Významní rodáci
- Wolfgang Bötsch (* 1938), německý politik
- Hans Adolf Eduard Driesch (1867–1941), německý biolog a filozof
- Manuel Friedrich (* 1979), německý fotbalista
- Julia Klöcknerová (* 1972), německá politička
- Michael Senft (* 1972), německý vodní slalomář, kanoista
- Thomas Schmidt (* 1976), německý vodní slalomář, kajakář
- Karsten Thormaehlen (* 1965) je německý fotograf
- Günter Verheugen (* 1944), německý politik
- Matthias de Zordo (* 1988), německý oštěpař

## Partnerská města
- Staraja Russa, Rusko